# المعیانه
ال-مع‌یاناه یک منطقهٔ مسکونی در یمن است که در استان صنعا واقع شده‌است.